# Acapulco
Acapulco (ou Acapulco de Juárez, nome oficial) é uma cidade e porto mexicano localizado no estado de Guerrero, no sudoeste do país, na costa do Pacífico. É cabeceira do município homônimo.
Sua baía semicircular foi batizada com o nome de Santa Lúcia, correspondente ao dia de seu descobrimento por navegantes espanhóis. Acapulco se divide em três grandes zonas turísticas conhecidas como: Acapulco Tradicional, Acapulco Dourado e Acapulco Diamante.

## Etimologia
A palavra Acapulco provem do náhuatl: ácatl carrizo o cana, poló (destruir ou arrasar) e co (povo ou lugar), o que em conjunto quer dizer "local onde foram arrasados e destruídos os juncos". Também existe outra versão que indica que provavelmente provém de: ácatl (cana), pul (aumentativo) e co (lugar), "lugar de canas grandes". Enquanto alguns autores aceitam o primeiro, a Sociedade Acadêmica de História concorda que a segunda é uma tradução mais exata, especialmente porque a cana de açúcar chegou muito depois da conquista espanhola, enquanto a cana de milho, obviamente, é de origem indígena. Além disso, foi sugerido que a palavra deriva das palavras em latim aqua (água) e pulchra (limpo ou bonito).
Em 27 de junho de 1873, como homenagem ao então recém falecido ex-presidente Benito Juárez, o município foi renomeado com o nome oficial de Acapulco de Juárez.

## História
Após a sua descoberta pelos espanhóis, em 1531, por Hernán Cortés, deu-se logo a sua fundação, tornando-se o porto da cidade num estaleiro das naus espanholas que navegavam entre o México e o Sudoeste Asiático.
O porto segue a ter uma grande importância, nomeadamente nas exportações de produtos como o algodão, as frutas tropicais, a cana-de-açúcar, o café, o tabaco e outros produtos que advêm do interior do país. A rede de transportes, com destaque para a estrada de ligação à Cidade do México, estabelece uma complementaridade eficiente com as facilidades marítimas.
O anfiteatro da baía é habitada desde 3000 a.C. e os primeiros assentamentos formais ocorreram no século XIII da nossa era por várias tribos olmecas que fundaram Tambuco entre Long Beach e Cerro de la Aguada e Ycacos entre El Monte Guitarrón, Punta Bruja e A Truncheon.

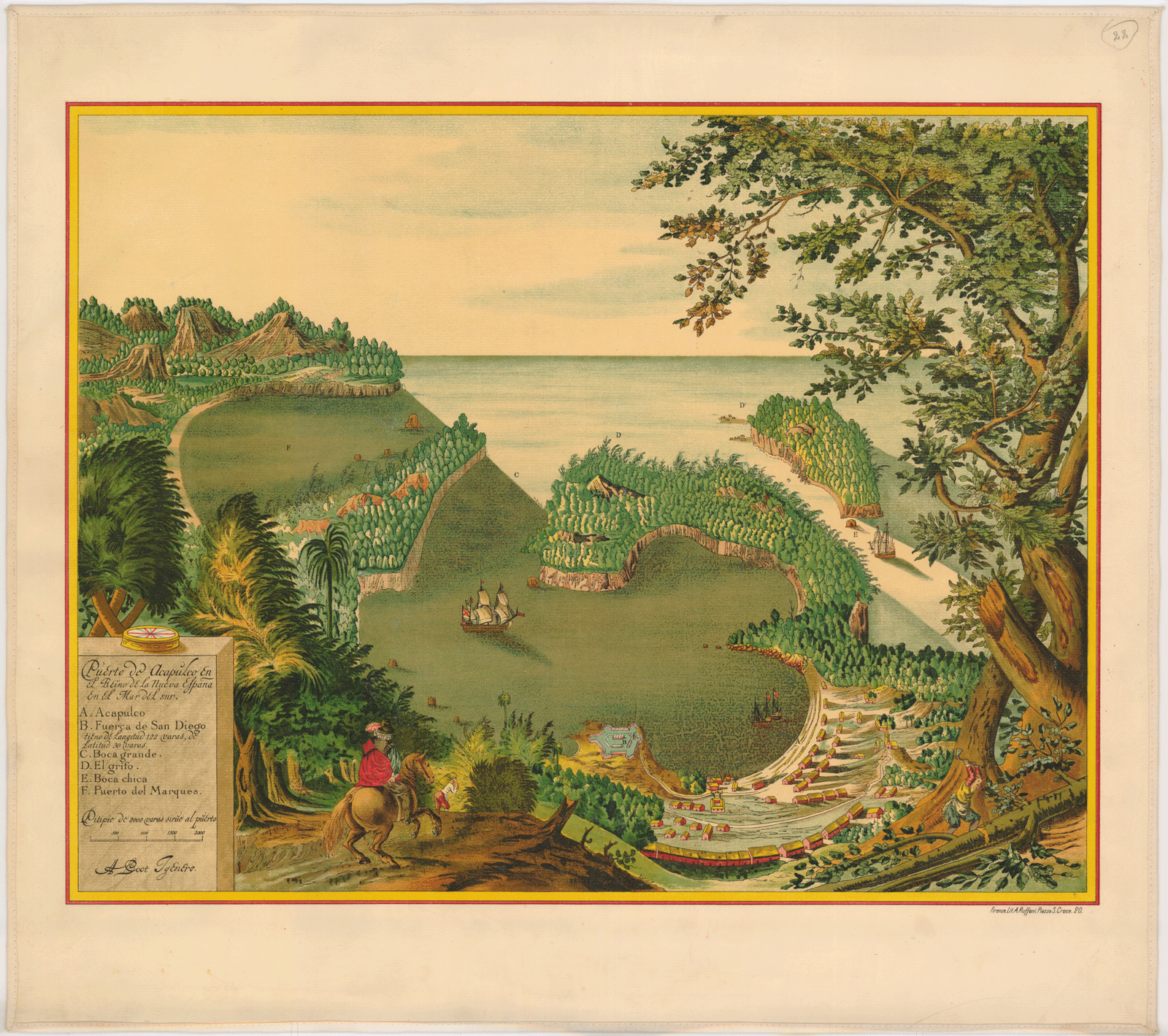
Vista de Acapulco em 1628 pelo engenheiro holandês Adrián Boot.

A primeira exploração dos espanhóis foi quando chegaram em 13 de dezembro de 1523 sob o comando de Juan Rodríguez de Villafuerte. Foi fundada por Fernando de Santa Ana e 29 chefes de família no ano de 1550, em seguida foi chamada de Cidade dos Reis. Pouco tempo depois, encomendado pela Realeza Espanhola o frade Andrés de Urdaneta atravessou o Pacífico a partir do arquipélago das Filipinas a fim de encontrar a melhor rota, esse processo de idas e vindas dos espanhóis foi durante mais de 250 anos comunicando às colônias da asiáticas com a Península Ibérica.

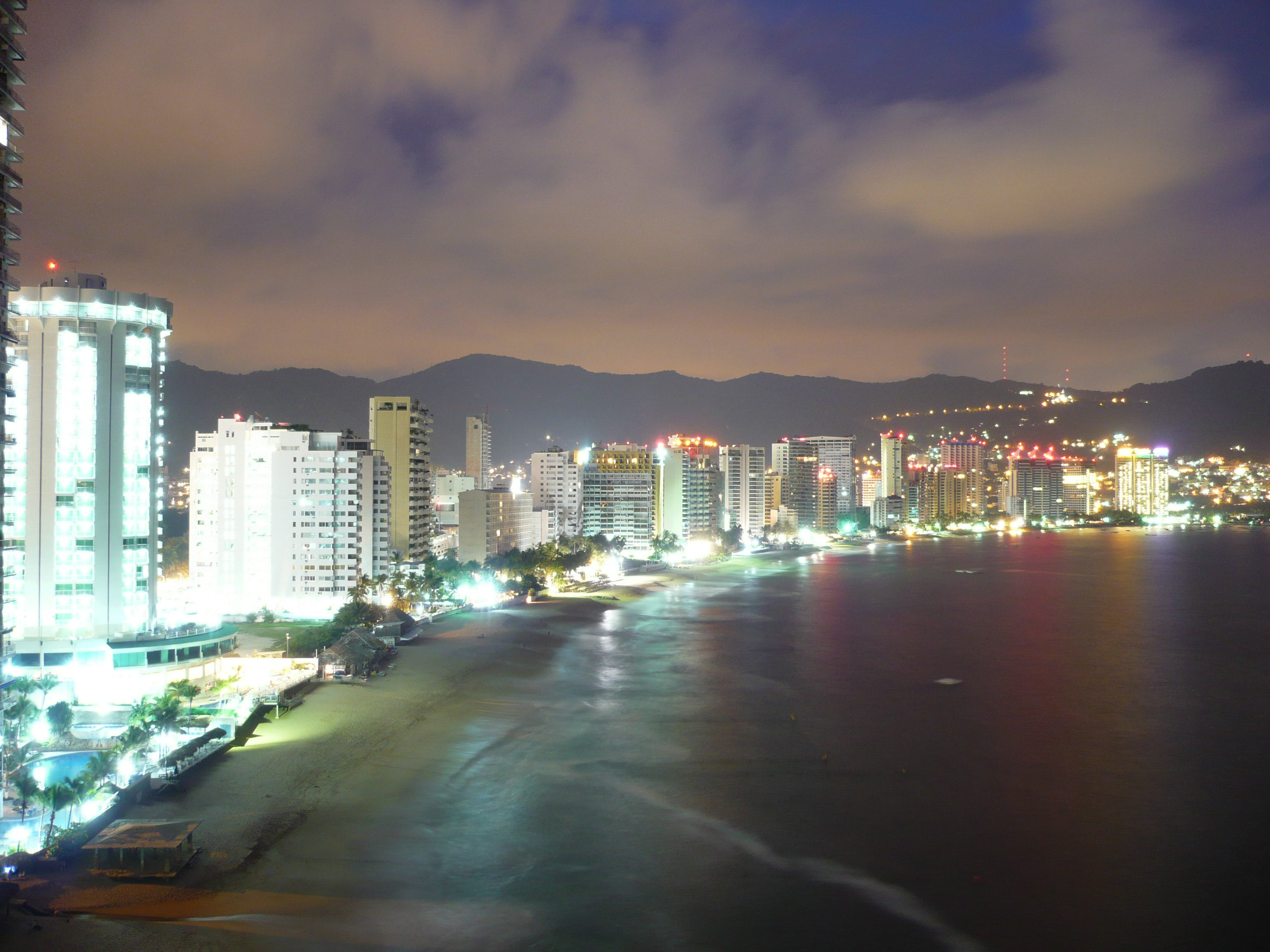
Edificios da zona de Icacos em Acapulco.

De 1571 a 1815, Acapulco tornou-se uma vez por ano por cerca de dois meses no ponto de comércio mais ativo e dinâmico da Nova Espanha, superando até mesmo o Porto de Veracruz. A população triplicou rapidamente, com galeões carregados com belas novidades do Oriente, como China, Japão, Ceilão, Damasco.
Em 28 de novembro de 1799, Charles IV deu o título de cidade para Acapulco. E começaram a se estabelecer em 1550 Fernando de Santa Anna.
Uma vez consumada a Independência, Acapulco era parte do estado do México. Mas em 27 de outubro de 1849, a criação do estado de Guerrero tornou-a uma cidade do distrito de Tabares.

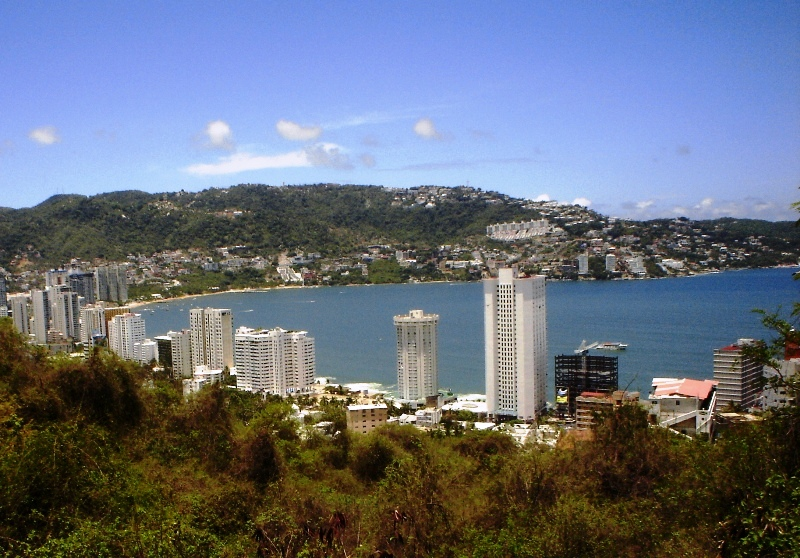
Edificios da zona do Club Deportivo em Acapulco.

### Atualmente
A aglomeração de Acapulco é considerada a décima sétima maior aglomeração do México com um total populacional de 786 830 habitantes. A cidade tornou-se uma estância turística mundial a partir dos anos 50, década em que o boom dos arranha-céus iniciou-se. É uma zona privilegiada economicamente, uma vez que se situa 411 km ao sul da capital.
Especialmente entre dezembro e abril as temperaturas em Acapulco são muito agradáveis. Inserida nos planaltos costeiros do México em uma área denominada "tierra caliente", suas temperaturas ultrapassam frequentemente os 40 °C. Por outro lado, o clima é bastante úmido, com a estação das chuvas a decorrer entre maio e outubro, sendo designada, por vezes, de "Riviera Mexicana".
É o centro turístico mais importante do México e um dos mais importantes do mundo, dado o contexto natural paradisíaco, a nível do relevo, do clima e da vegetação tropical. O seu desenvolvimento económico é perfeitamente assente no turismo, com complexos turísticos, cinemas, grandes hotéis e centros de recreio que proporcionam uma boa qualidade de vida.
A cidade também é muito famosa por ter sido no 1º semestre de 1977 local de gravação de 3 episódios dos seriados mexicanos de autoria de Roberto Gomez Bolaños Chapolin Colorado e Chaves (episódios tidos como "especiais" por terem sido os únicos episódios gravados fora da Cidade do México, as cenas foram gravadas no Hotel Acapulco Continental, atual Hotel Acapulco Emporio, e em algumas partes da cidade e da praia de Acapulco). Tais episódios, devido à sua alta audiência, têm até hoje um avassalador sucesso na América Latina.
Em outubro de 1997, um violento furacão atingiu a cidade, fazendo vários estragos, como a destruição de estradas e pontes e a morte de cerca de 100 pessoas.

## Demografia

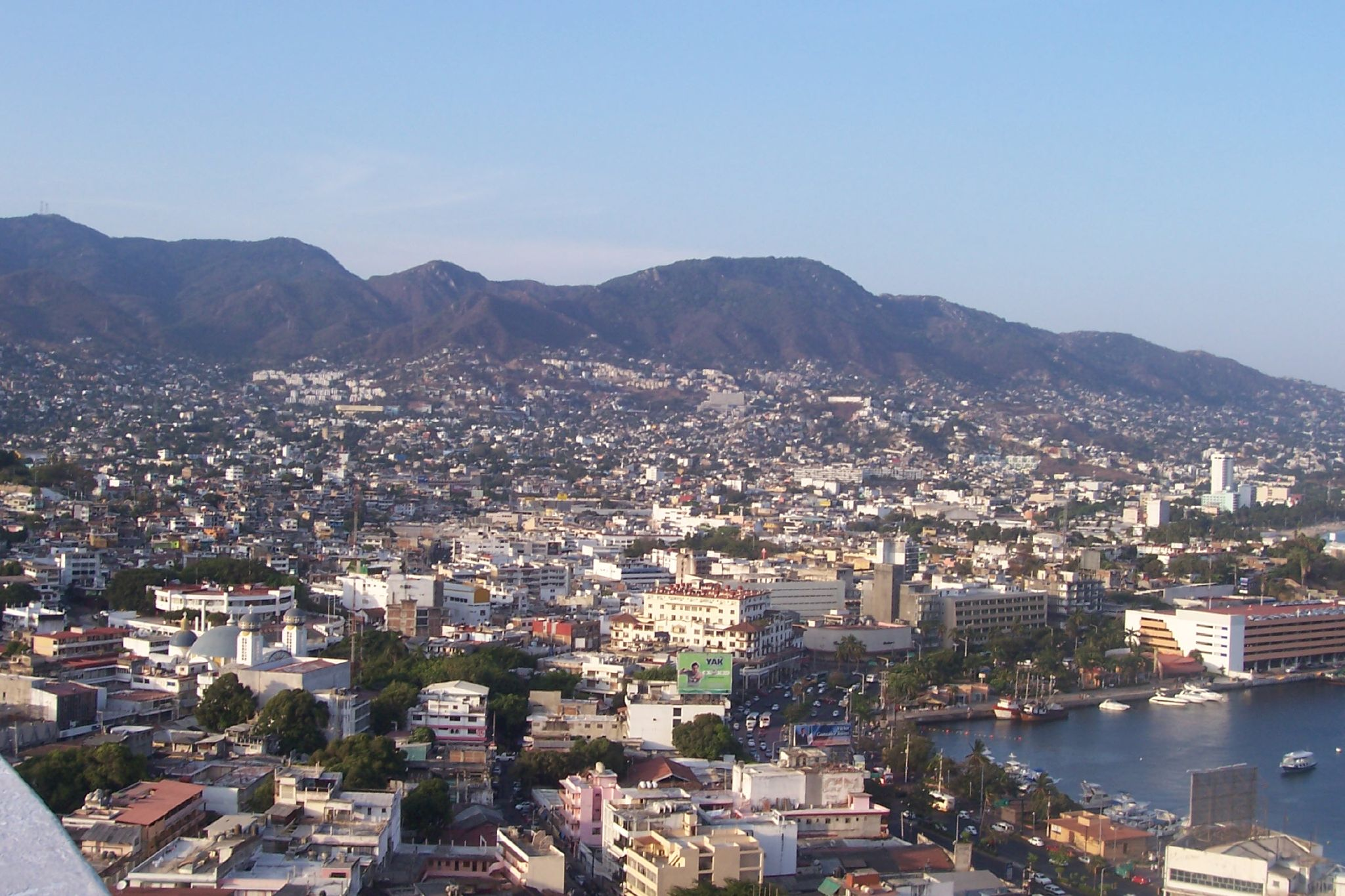
Bairro Centro de Acapulco.

Acapulco é a cidade mais populosa do estado de Guerrero, superando por larga maioria a população na capital Chilpancingo. De acordo com os resultados que mostrou o II Senso Geral da População e Habitação, que efetuou o Instituto Nacional de Estatística, Geografia e Informática (INEGI), do México em 2005, a cidade tinha uma população total de 616 394 habitantes, desse número, 294 769 homens e 321 625 mulheres.
A Região Metropolitana de Acapulco é composta por seis aldeias da cidade do município de Acapulco de Juárez e quatro municípios de Coyuca de Benitez. Segundo a última contagem oficial e delimitação desenvolvido conjuntamente pelo Instituto Nacional de Estatística, Geografia e Informática, e pelo Conselho Nacional de População e a SEDESOL em 2005, a população total da região metropolitana era até este ano um total de 786 830 habitantes, colocando-a na décima para a sétima maior aglomeração urbana do México.

## Turismo

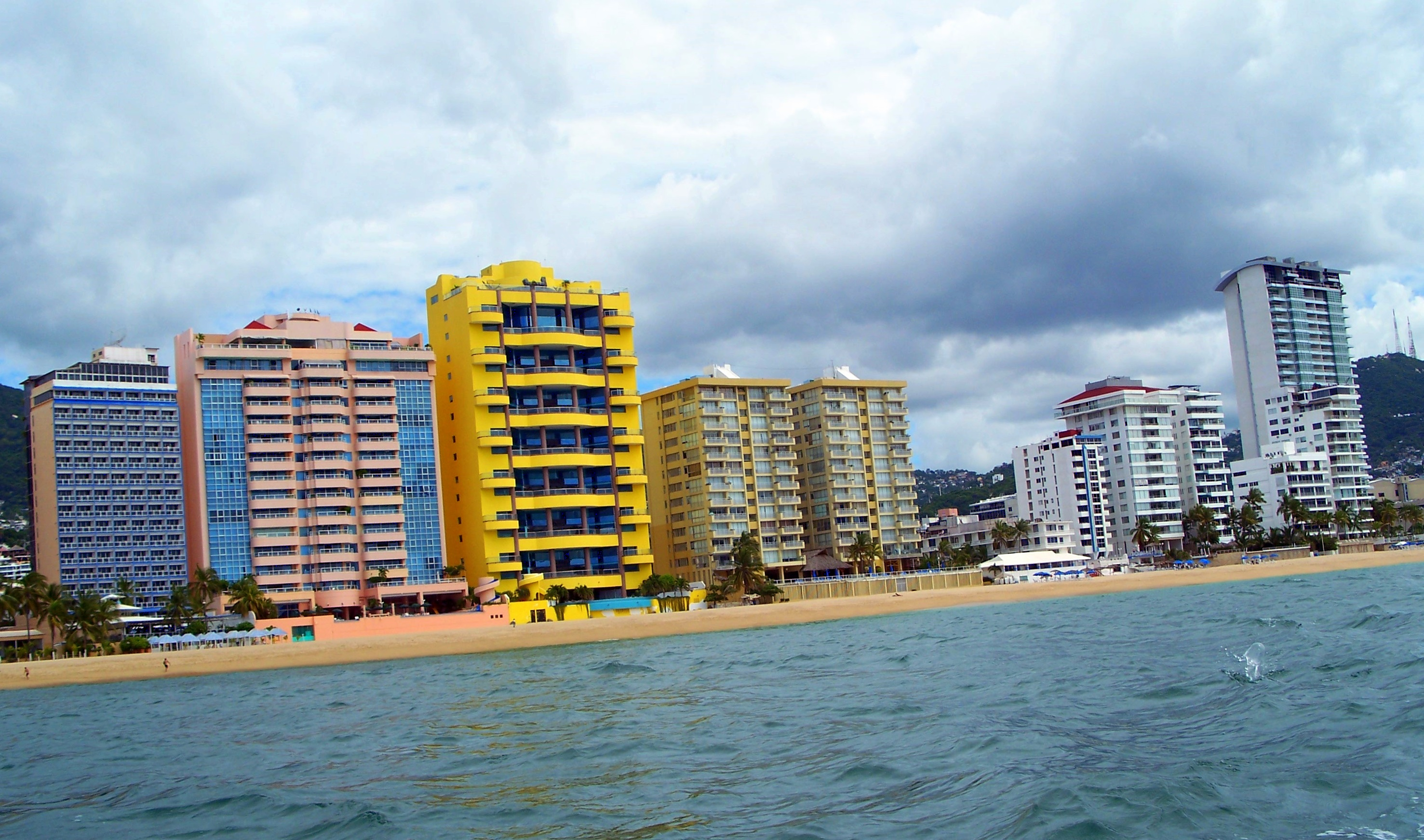
Edificios de Magallanes em Acapulco.

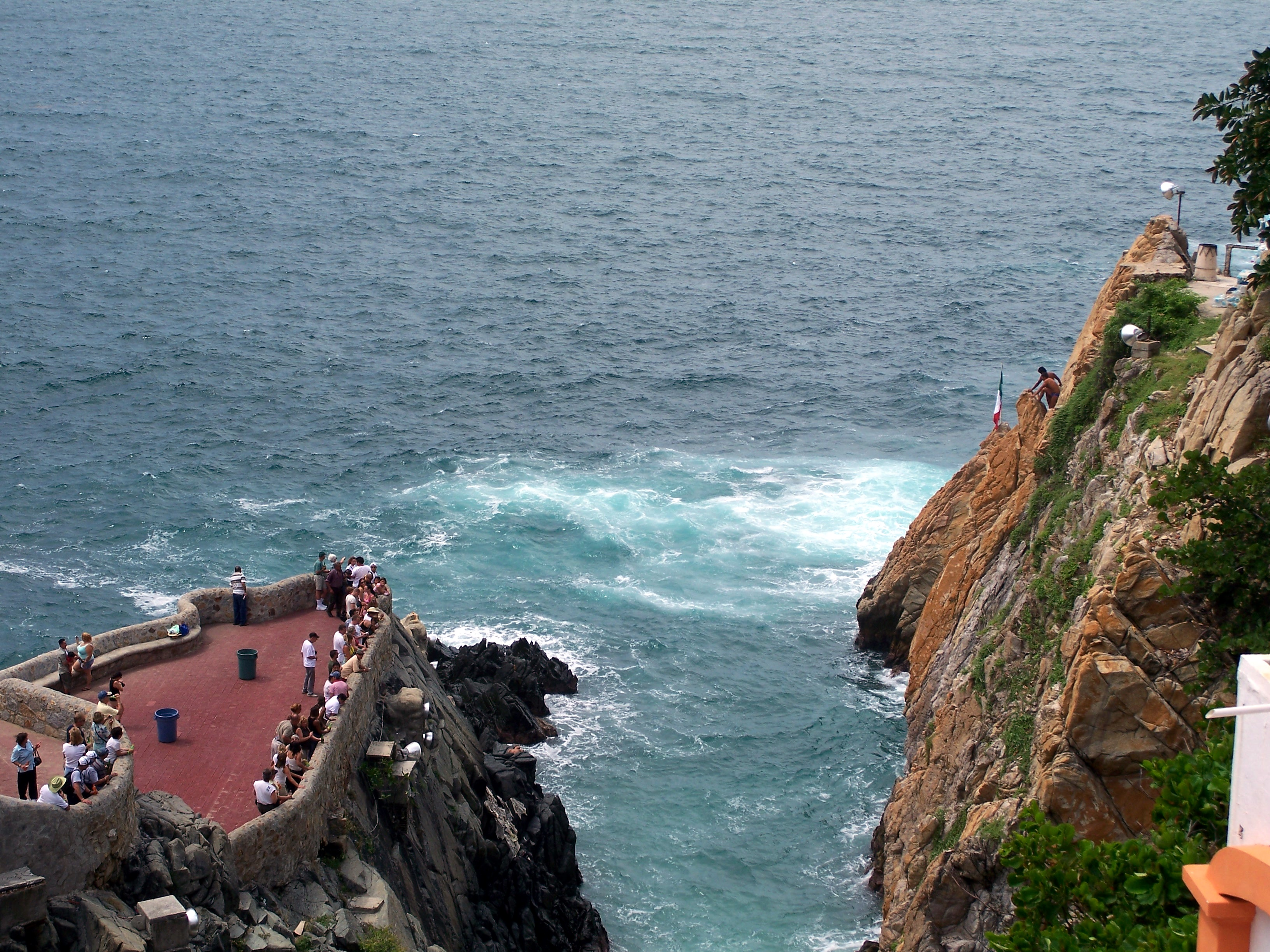
Pedras La Quebrada.

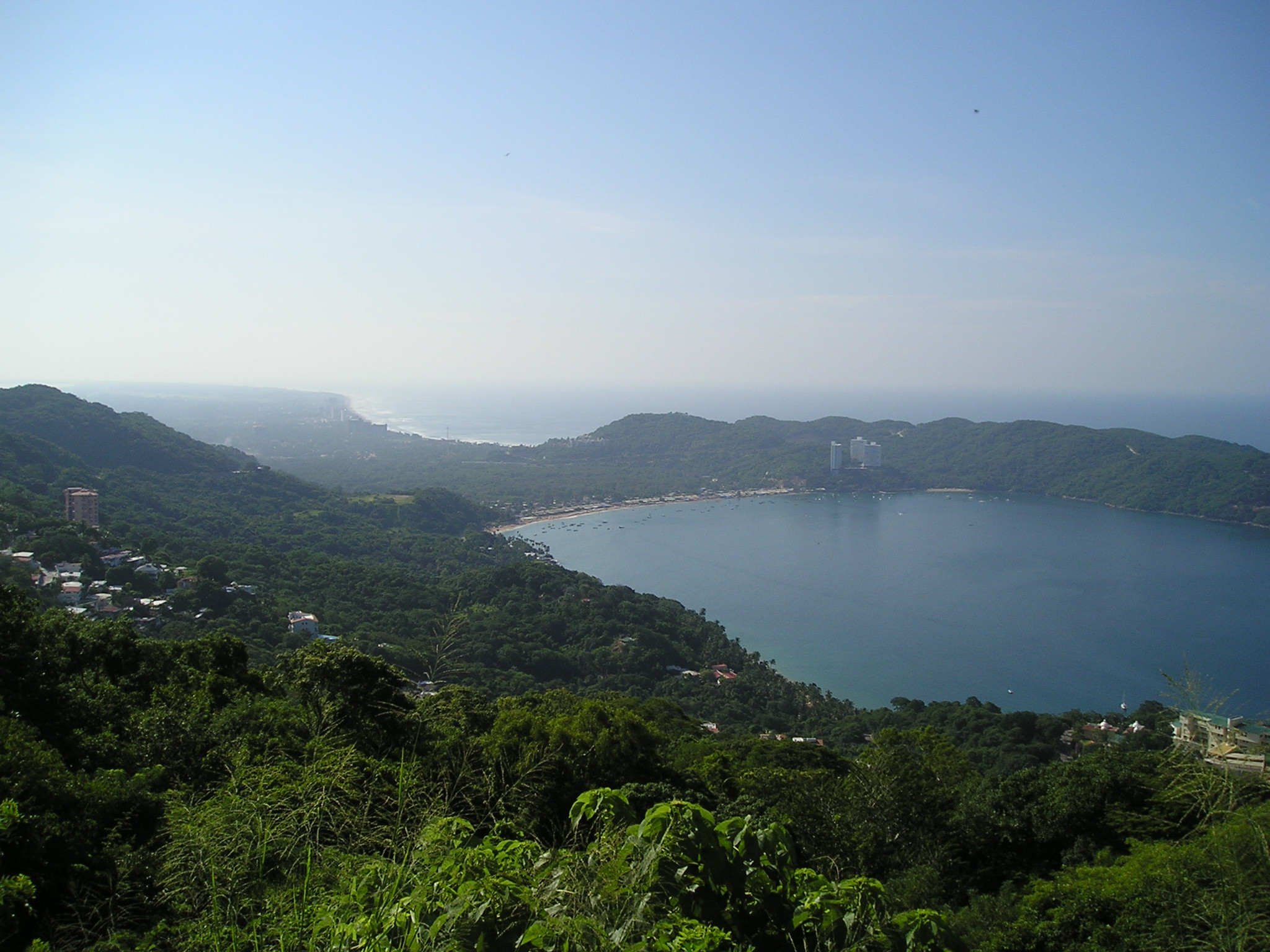
Porto Marqués.

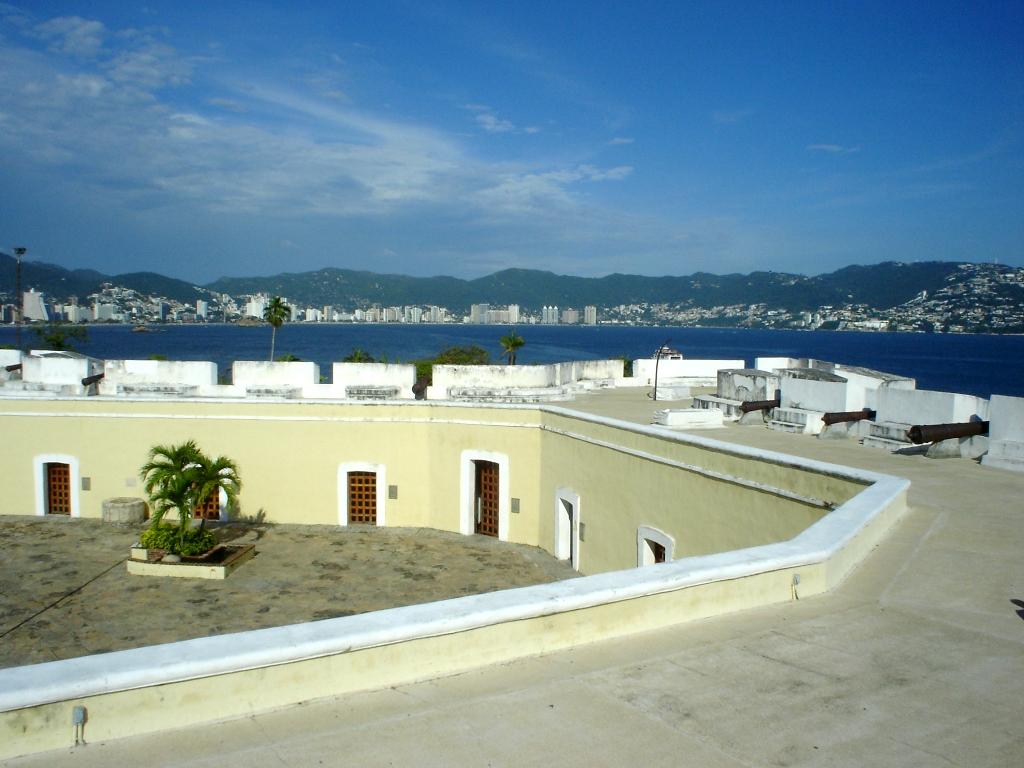
Forte de San Diego.

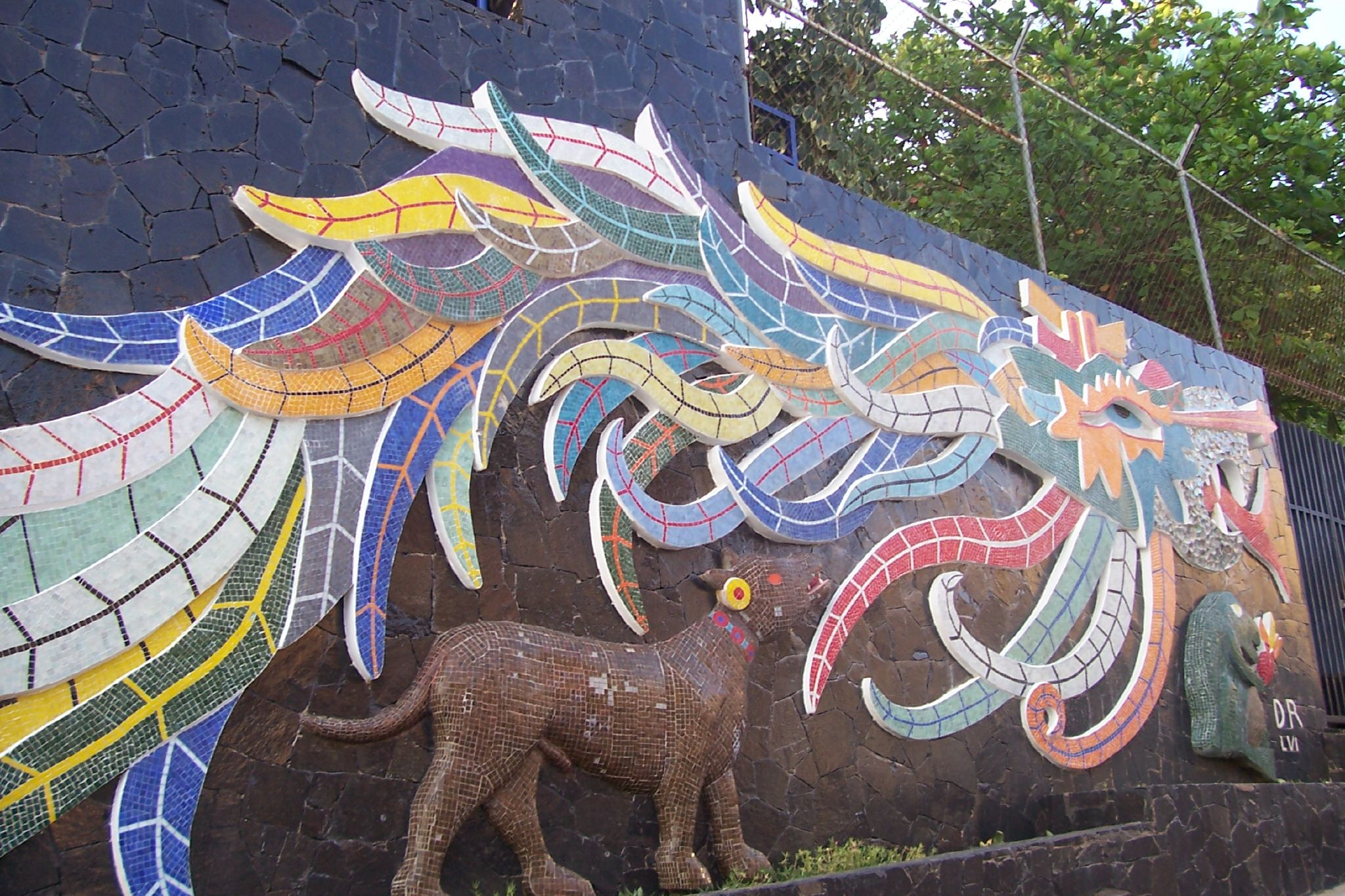
Mural em mosaico de Quetzalcóatl por Diego Rivera.

### Atrações turísticas
- Ilha da Roqueta
- A virgem dos mares (monumento marinho submerso no mar)
- La Quebrada
- Palma Sola (petroglifos)
- Murais de Diego Rivera na Exekatlkalli (Casa dos Ventos) de Dolores Olmedo
- Forte de San Diego (Museo Histórico de Acapulco)
- Fortín Álvarez
- Catedral de Nossa Senhora da Soledad de Acapulco
- Praça Álvarez Zócalo de Acapulco
- Malecón
- Parque de la Reina e Praça da Heróica Escola Naval Militar (Malecón)
- Parque Papagayo
- Museo Histórico Naval de Acapulco
- Casa de la Cultura
- Capilla Ecuménica de la Paz
- Puerto Marqués
- Pie de la Cuesta
- Laguna de Coyuca
- Laguna de Três Palos
- Laguna Negra
- Barra Vieja
- Parque Nacional El Veladero
- Centro Internacional de Convivencia Infantil (CICI)
- Mágico Mundo Marinho
- sifonia   do Mar

### Praias
Acapulco, como muitos outros destinos turísticos no México, tem várias praias, cujos nomes dizem respeito a fatos históricos, hábitos ou simplesmente causas naturais. Entre os principais portos são:
- Praia Caleta y Caletilla
- Praia Honda
- Praia Langosta
- Praia Manzanillo
- Praia Tlacopanocha
- Praia Hornos
- Praia Condesa
- Praia Icacos
- Praia Pichilingue
- Pie de la Cuesta
- Praia Majahua
- Praia Revolcadero
- Praia Bonfil

## Clima
| Dados climatológicos para Acapulco | Dados climatológicos para Acapulco | Dados climatológicos para Acapulco | Dados climatológicos para Acapulco | Dados climatológicos para Acapulco | Dados climatológicos para Acapulco | Dados climatológicos para Acapulco | Dados climatológicos para Acapulco | Dados climatológicos para Acapulco | Dados climatológicos para Acapulco | Dados climatológicos para Acapulco | Dados climatológicos para Acapulco | Dados climatológicos para Acapulco | Dados climatológicos para Acapulco |
| Mês                                | Jan                                | Fev                                | Mar                                | Abr                                | Mai                                | Jun                                | Jul                                | Ago                                | Set                                | Out                                | Nov                                | Dez                                | Ano                                |
| ---------------------------------- | ---------------------------------- | ---------------------------------- | ---------------------------------- | ---------------------------------- | ---------------------------------- | ---------------------------------- | ---------------------------------- | ---------------------------------- | ---------------------------------- | ---------------------------------- | ---------------------------------- | ---------------------------------- | ---------------------------------- |
| Temperatura máxima recorde (°C)    | 36                                 | 36                                 | 38                                 | 37                                 | 41                                 | 37                                 | 38                                 | 37                                 | 37                                 | 37                                 | 37                                 | 41                                 | 37                                 |
| Temperatura máxima média (°C)      | 31                                 | 31                                 | 31                                 | 32                                 | 32                                 | 33                                 | 32                                 | 33                                 | 32                                 | 32                                 | 32                                 | 31                                 | 32                                 |
| Temperatura mínima média (°C)      | 22                                 | 22                                 | 22                                 | 23                                 | 25                                 | 25                                 | 25                                 | 25                                 | 24                                 | 24                                 | 23                                 | 22                                 | 25                                 |
| Temperatura mínima recorde (°C)    | 11                                 | 18                                 | 18                                 | 18                                 | 20                                 | 21                                 | 21                                 | 25                                 | 20                                 | 21                                 | 19                                 | 11                                 | 21                                 |
| Precipitação (mm)                  | 6                                  | 1                                  | 0                                  | 1                                  | 36                                 | 281                                | 256                                | 252                                | 349                                | 159                                | 28                                 | 8                                  | 377                                |
| Fonte: BBC Weather Centre          |                                    |                                    |                                    |                                    |                                    |                                    |                                    |                                    |                                    |                                    |                                    |                                    |                                    |

## Educação

### Instituções de nível superior
No que diz respeito à entrega de ensino superior público, Acapulco tem oito unidades acadêmicas da Universidade Autónoma de Guerrero, estas são: Medicina, Enfermagem (N°2), Odontologia, Ciências Sociais, Administração e Contabilidade, Turismo, Ecologia Marinha e Ciências e Tecnologias da Informação. A Junto com essa instituição, é o Instituto Tecnológico de Acapulco, fundada em 1975, que tem gradução em Arquitetura, Administração e Contabilidade, também em Engenharia bioquímica, Engenharia elétrica, Gestão de negócios e Ciências da Computação. Além disso, o instituto oferece uma pós-graduação em Planejamento Empresarial e Desenvolvimento Regional.
Entre as principais instituções de caráter privado se encontram:
- Universidade Americana de Acapulco, institução establecida desde 1992.
- Universidade Loyola del Pacífico, institução establecida desde 1992 (Membro do Sistema Universitário Jesuita e do AUSJAL).

## Atividade econômica

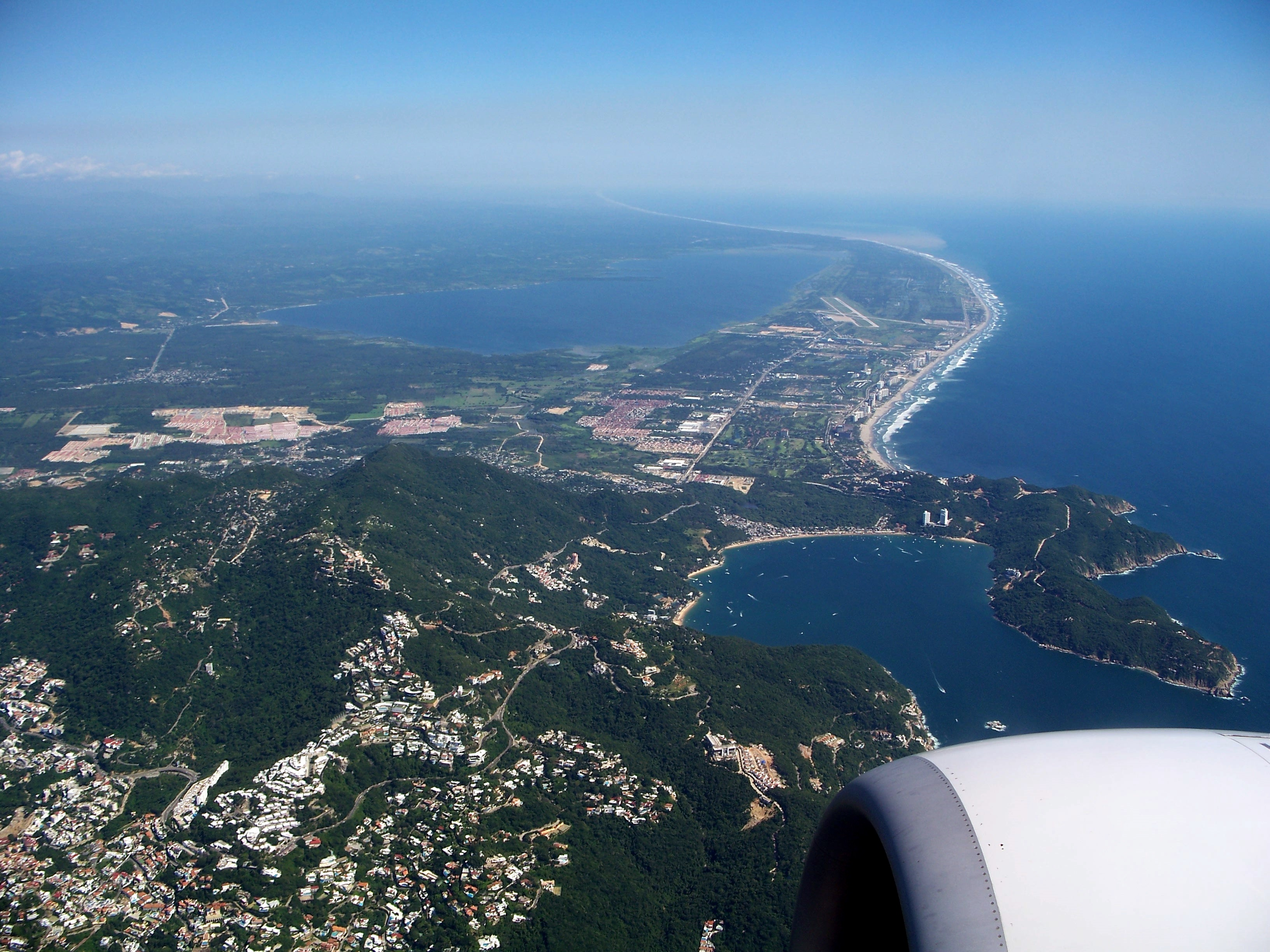
Zona turística de Acapulco Diamante.

A população economicamente ativa do município é de 50,04%, que teve um aumento de 4,87% em relação aos anos 90. A atividade econômica predominante é no setor de serviços, que concentra a maior atividade, com 72,92%.
Esta atividade emprega cerca de 75 mil pessoas em 10 890 empresas vocacionadas para esse ramo produtivo. No setor secundário é usado 18,73% da população, segundo ranking no recrutamento de trabalho. Este setor emprega 34 323 pessoas. É o mesmo percentual que vem de 1990.
Este setor abrange apenas as necessidades básicas da população que vive predominantemente no setor dos serviços. Finalmente, há o primeiro setor, a sua oferta de trabalho é 13 426 pessoas, correspondendo a 7,38%, sem alteração desde 1990.

## Cidades irmãs
|  | - Manila, Filipinas (1969) - Sendai, Japão (1973) - Onjuku, Japão (1978) - Netanya, Israel (1980) - Qingdao, China (1985) - Quebec, Canadá (1986) - Nápoles, Itália (1986) - Beverly Hills, Estados Unidos (1988) - Cannes, França (1998) - Ordizia, Espanha (2008) | - Sochi, Rússia (2008) - Ialta, Ucrânia (2009) - Pangim, Índia (2009) - McAllen, Estados Unidos (2009) - Cuernavaca, México (2010) - Guanajuato, México (2010) - Ha Long, Vietname (2011) - Lárnaca, Chipre (2011) - Baku, Azerbaijão (2011) - Huamantla, México (2011) | - Boca del Río, México (2012) - Puerto Quetzal, Guatemala (2012) - Sosúa, República Dominicana (2012) - Eilat, Israel (2012) - Bandar Torkaman, Irão (2012) - Nassau, Bahamas (2012) - El Callao, Peru (2013) - Morelia, México (2013) |